# Иво Папазов
Иво Митков Папазов, известен и с рожденото си име Ибряма, е български кларинетист, една от водещите фигури на сватбарската музика.

## Биография
Иво Папазов е роден на 16 февруари 1952 година в Кърджали в турско-мюсюлманско семейство на потомствени професионални зурнаджии и кларинетисти. Започва да свири още от дете, заедно с баща си, натрупвайки голям опит в свиренето по сватби из Тракия, при което развива собствен репертоар и характерен стил. Учи за кратко в Строителния техникум в Кърджали, но напуска училище, за да работи като музикант.
Първия си оркестър Папазов формира през 1974 година, но известен става с оркестър „Тракия“, основан през 1978 година. През този период той придобива огромна известност сред публиката и множество последователи сред музикантите, поставяйки началото на едно от двете течения в кларинетното свирене в сватбарската музика (другото е повлияно основно от Младен Малаков).
По време на т. нар. „Възродителен процес“ е съден и пратен в трудов лагер заради произхода си.
Както и цялото направление на сватбарската музика Иво Папазов задълго остава игнориран от официалната музикална индустрия на комунистическия режим. Докато любителски записи на негови концертни изпълнения се записват на касети и се разпространяват в многохилядни тиражи, държавната звукозаписна компания „Балкантон“ издава едва в края на 80-те години няколко грамофонни плочи с негови изпълнения, при това на предварително обработена и аранжирана от казионни композитори музика.
В края на 80-те години успява да подпише договор с британския лейбъл Hannibal Records, с който издава два албума със смесица от джаз, тракийска народна, циганска и турска музика. Първият му албум е озаглавен „Пътуването на Орфей“. За международната музикална общественост го открива Джо Бойд. Става международно известен с виртуозността, с която превръща сватбарската музика в джаз-феномен. След промените в края на 1989 г. Ибряма свири по цял свят, в сътрудничество с най-добрите джазмени на няколко континента.
От края на 1980-те години живее в Богомилово.

## Награди и отличия
През 2005 г. печели наградата на публиката на престижните награди за World Music на Радио 3 на английската ББС и я посвещава на сънародниците си. През същата година става лице на България за първия рекламен клип за страната, който се завърта по европейския телевизионен канал Euronews и в който звучи неговата мелодия „Носталгия“.
| „                     | Свръхестествен гений на кларинета. | “ |
| Вестник „Индипендънт“ |                                    |   |

Избран е за доктор хонорис кауза на СВУБИТ (21 декември 2005 г.).
През 2005 г. е удостоен със званието Почетен гражданин на Стара Загора.
През ноември 2015 г. е награден в Годишните фолклорни награди за цялостен принос към българския фолклор и неговото популяризиране със статуетка, плакет 100 години от рождението на Борис Машалов от наследниците му и плакет 120 години от рождението на Гюрга Пинджурова от наследниците.
През 2022 г. е носител на голямата награда на 22-ро издание на международния фестивал за world и електронна музика WOMEX.

## Дискография

### Студийни албуми

#### С оркестър „Тракия“
- „Orpheus Ascending“ (1989)
- „Balkanology“ (1991)
- „Панаир / Fairground“ (2003)
- „Каварненски буенек“ (2006)

#### Самостоятелни албуми
- „Иво Папазов – кларинет“ (1990)
- „Together Again: Legends of Bulgarian Wedding Music“ (2005), с Юри Юнаков, Салиф Али и Нешко Нешев
- „The Best“ (2000)
- „Танцът на Сокола“ (2008)[10]